# Distretto di Colcha
Il distretto di Colcha è uno dei nove distretti della  provincia di Paruro, in Perù. Si trova nella regione di Cusco.